# Modelo de Tai

Una animación que muestra cómo la aproximación de la regla del trapecio mejora con más divisiones.

En 1994, la especialista en nutrición Mary M. Tai publicó un artículo en la revista Diabetes Care titulado A Mathematical Model for the Determination of Total Area Under Glucose Tolerance and Other Metabolic Curves («Un modelo matemático para la determinación del área total bajo tolerancia a la glucosa y otras curvas metabólicas»). En el artículo, Tai presenta su descubrimiento del «modelo de Tai» (en inglés: Tai's model), un método para estimar el área bajo una curva dividiendo el área en polígonos simples y sumando sus totales. Aparentemente sin que Tai (ni sus pares revisores ni su editor) lo supieran, su «descubrimiento» fue de hecho la regla del trapecio, un método básico de cálculo cuyo uso se remonta a los astrónomos babilónicos en el año 350 a. C.
Varios matemáticos respondieron al artículo en cartas a la revista, objetando el nombre «modelo de Tai» y el tratamiento de un método «utilizado en cursos de cálculo de pregrado» como un descubrimiento novedoso en el campo del cuidado de la diabetes. Una carta titulada Tai's Formula is the Trapezoidal Rule («La fórmula de Tai es la regla del trapecio») también señaló errores en la representación de Tai de las matemáticas subyacentes (como referirse a un recuento de unidades cuadradas debajo de la curva como el «valor real» del área, contra el cual medir la precisión del modelo de Tai) y problemas con la aplicabilidad del método a las curvas de tolerancia a la glucosa, que ya son aproximaciones.
Tai respondió a las cartas diciendo que había derivado el método de forma independiente durante una sesión con su asesor estadístico en 1981, y señalando que había sido testigo de la originalidad del modelo. Explicó que el modelo de Tai sólo se publicó a petición de sus colegas del Centro de Investigación de la Obesidad, quienes habían estado utilizando su modelo y llamándolo «fórmula de Tai». Los colegas de Tai deseaban citar la fórmula, explicó ella, pero no podían hacerlo mientras permaneciera sin publicar, por lo que la presentó para su publicación.
Tai continuó refiriéndose al «modelo de Tai» como distinto en su refutación, argumentando que había elaborado un diseño que presentaba la regla del trapecio de una manera que podía aplicarse fácilmente. Los matemáticos García y Miller señalaron en 2019 que «todos los libros de cálculo existentes presentan la regla del trapecio de una manera que puede aplicarse fácilmente». Tai también cuestionó que el modelo de Tai sea simplemente la regla del trapecio sobre la base de que su modelo se basa en las áreas sumadas de rectángulos y triángulos en lugar de trapecios. Una carta posterior de los autores de Tai's Formula is the Trapezoidal Rule señaló que cada par rectángulo-triángulo contiguo en la construcción de Tai forma un solo trapezoide.
A Mathematical Model for the Determination of Total Area Under Glucose Tolerance and Other Metabolic Curves ha sido citado más de 500 veces hasta marzo de 2025. Forbes e IFLScience afirman que la mayoría de estas citas probablemente se hacen en broma por investigadores que utilizan la regla del trapezoide.
El episodio ha sido citado como ilustración de la difusión más lenta de lo esperado del conocimiento en ciertos contextos. También se ha discutido como un fracaso de la revisión académica por pares. García y Miller lo consideran una historia de advertencia para verificar la originalidad de un trabajo antes de publicarlo.